# Kvítkovice (Mírová pod Kozákovem)
Kvítkovice je malá vesnice, část obce Mírová pod Kozákovem v okrese Semily. Nachází se asi 2,5 kilometru jihovýchodně od Mírové pod Kozákovem.
Kvítkovice leží v katastrálním území Sekerkovy Loučky o výměře 5,99 km².

## Historie
První písemná zmínka o vesnici pochází z roku 1790.

## Další fotografie

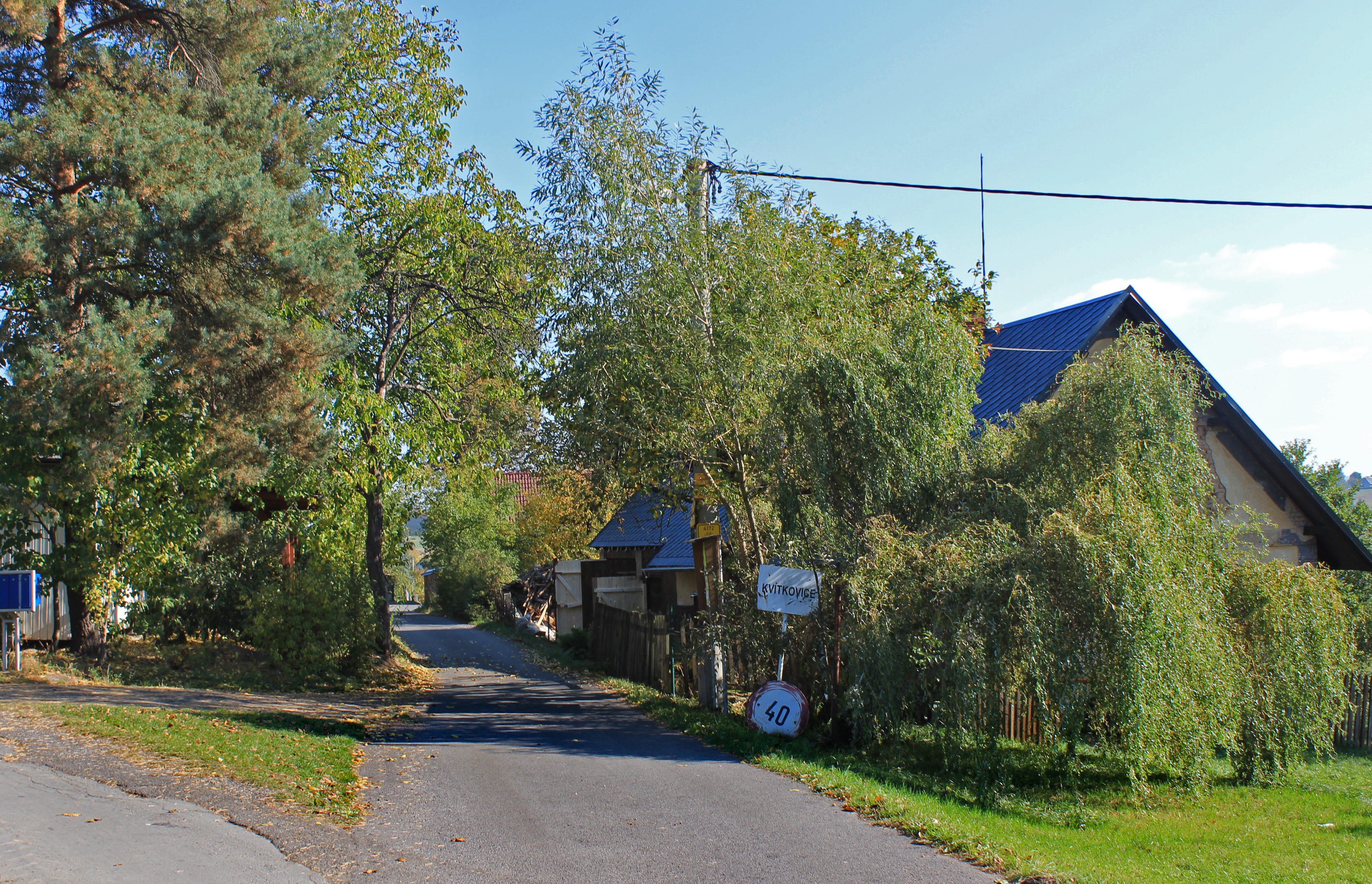
Kvítkovice od západu
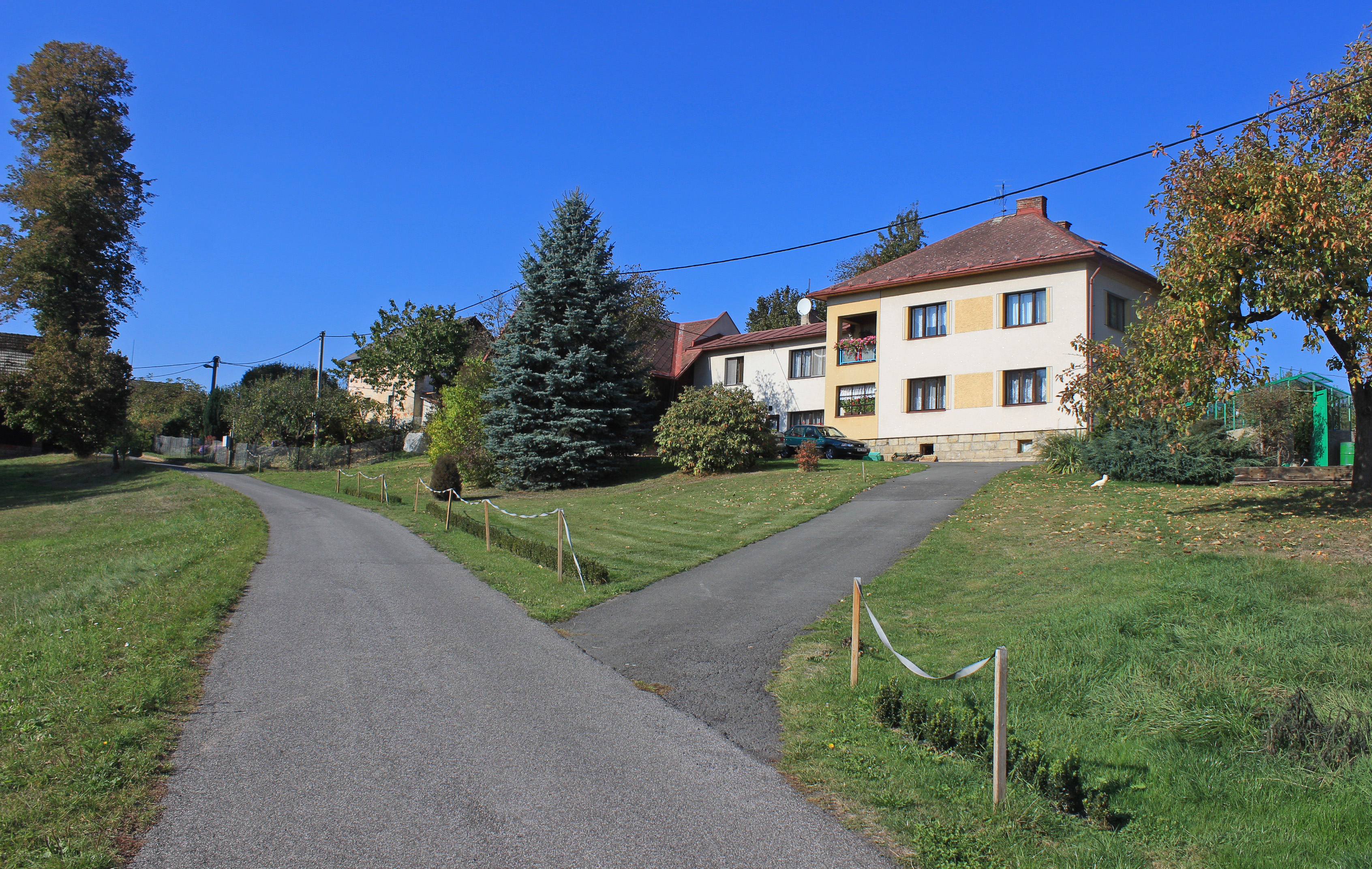
Silnice k Turnovu
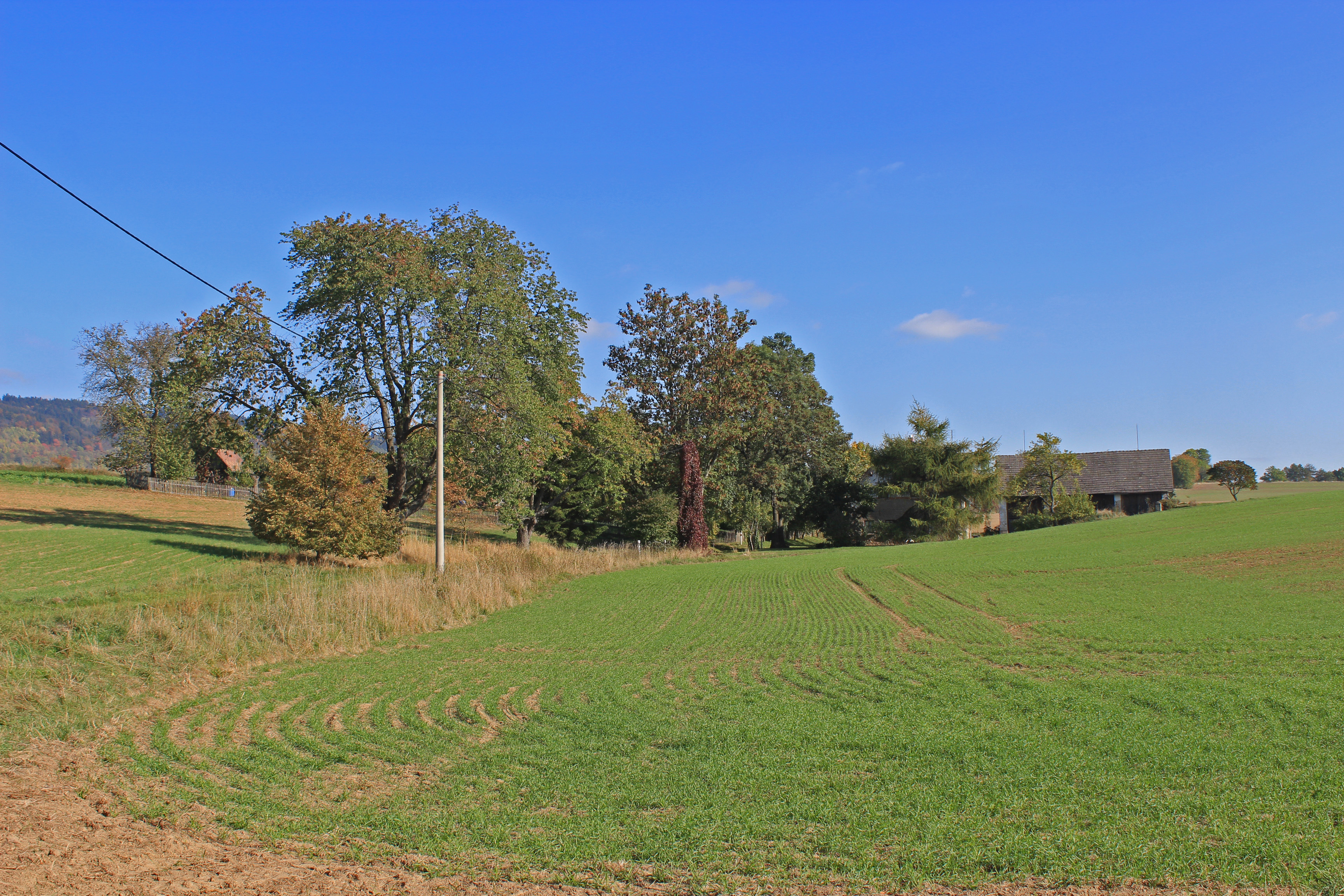
Samota na východ od vsi